# Santa Isabel
Santa Isabel là một khu tự quản thuộc tỉnh Tolima, Colombia. Thủ phủ của khu tự quản Santa Isabel đóng tại Santa Isabel Khu tự quản Santa Isabel có diện tích  ki lô mét vuông. Đến thời điểm ngày 28 tháng 5 năm 2005, khu tự quản Santa Isabel có dân số 6220 người.